# Ordinul trapist

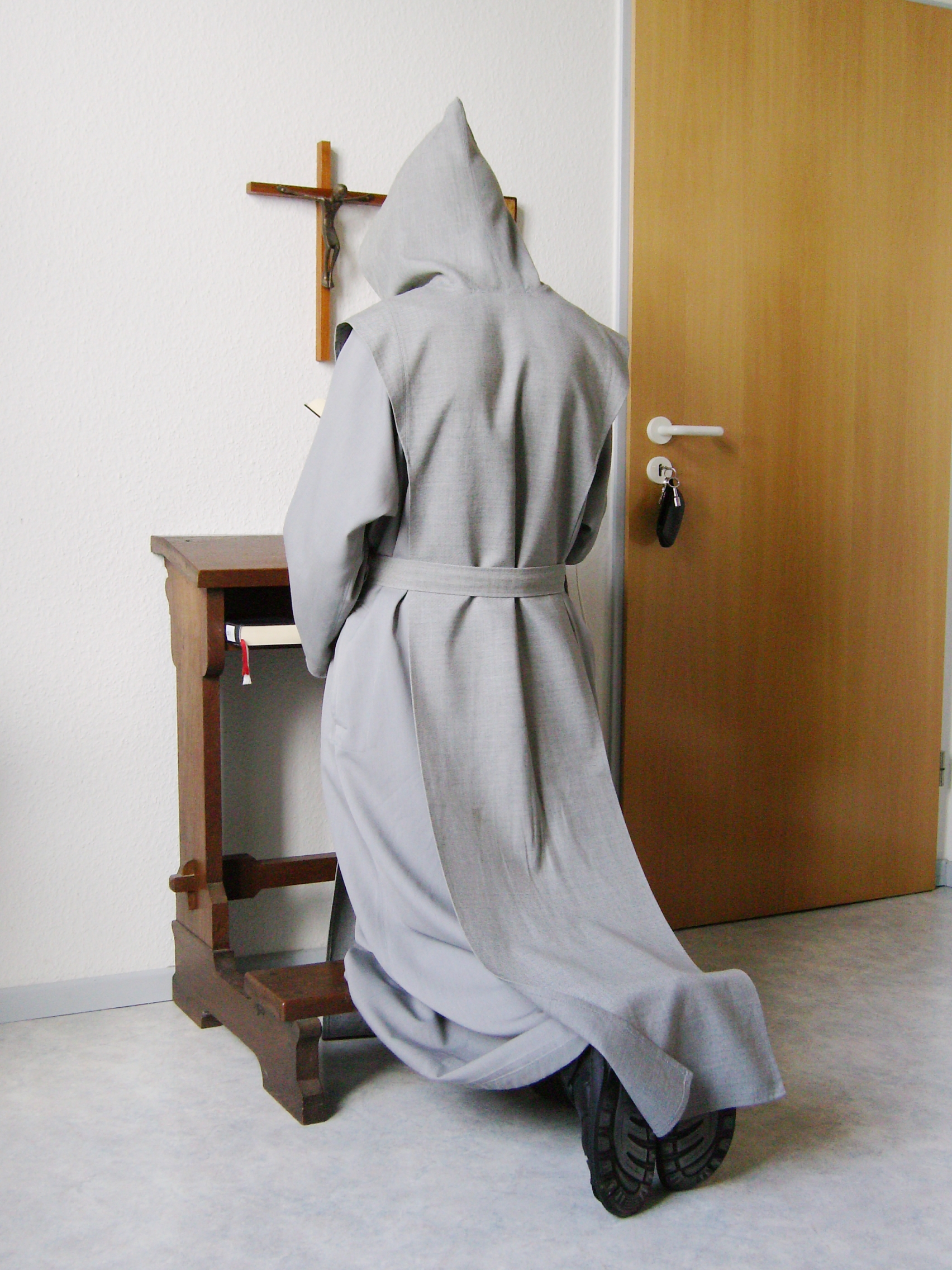
Novice trapist la rugăciune

Ordinul trapist este denumirea familială a ordinului monahal catolic cunoscut în latină sub numele de  Ordo cisterciensis strictioris observantiæ, abreviat O.C.S.O.. A luat naștere în secolul al XVII-lea, ca ramură desprinsă din Ordinul cistercian. Există și un ordin feminin al trapiștilor.
Trapiștii se remarcă prin reguli de conduită extrem de severe. 
„Memento mori” („Nu uita că vei muri.”) ar fi salutul călugărilor trapisti. Acest salut a fost atribuit însă de François-René de Chateaubriand în 1802, în lucrarea Le Génie du Christianisme, călugărilor trapiști (de la mănăstirea Soligny-la-Trappe din Franța), dar nu este atestat documentar.
În data de 21 mai 1996 starețul Christian de Chergé și alți șase călugări trapiști au fost uciși într-un atentat terorist din Algeria.

## Varia
Berea „Trappist“ este fabricată sub controlul călugărilor trapiști, fie direct în mănăstiri, fie în apropierea acestora. Pentru consumul berii se fabrică cupe speciale de tip “Trappist”. Câștigul obținut din vânzarea berii “Trappist” se varsă unor instituții de binefacere socială.

## Galerie de imagini

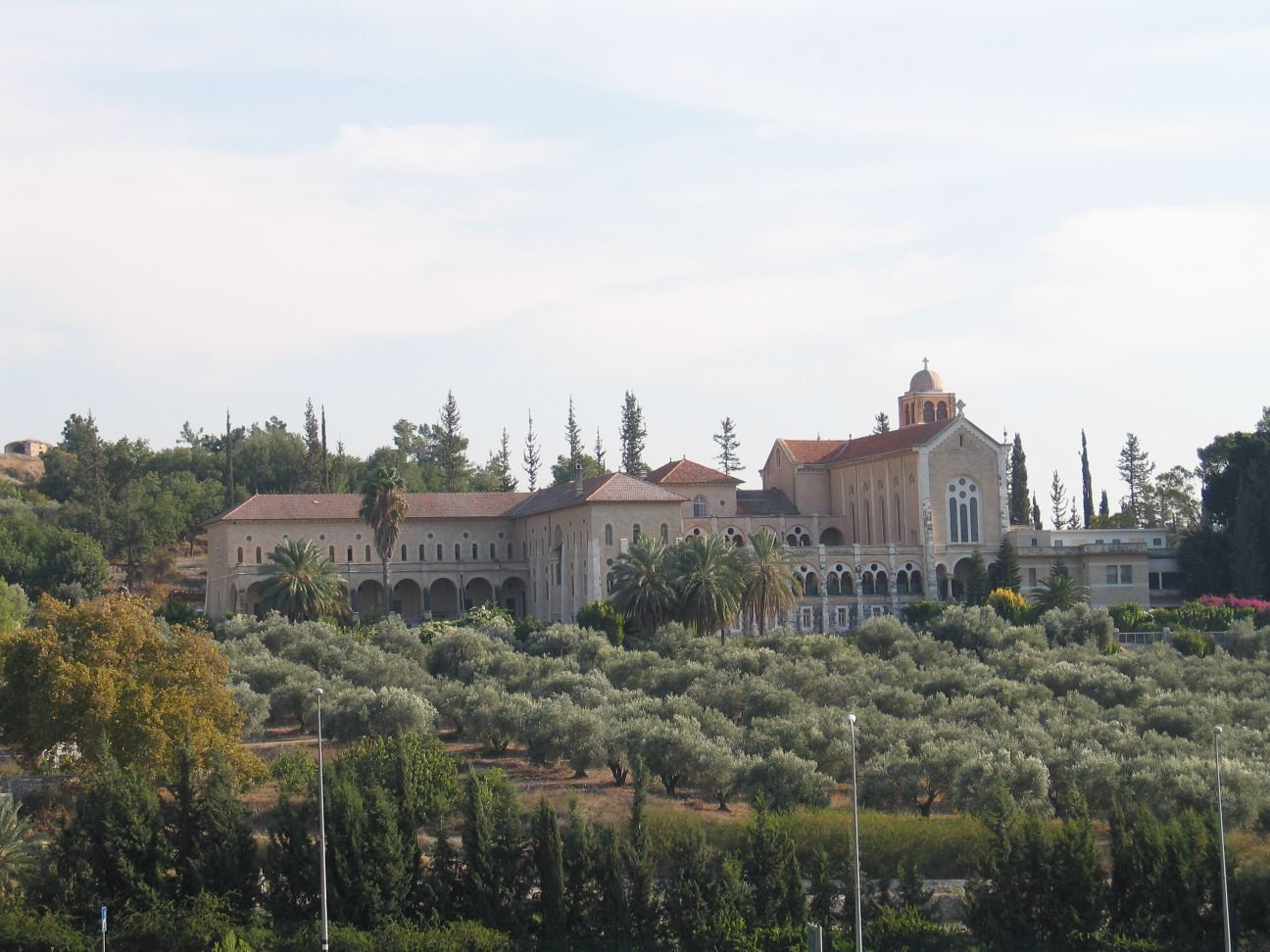
Mănăstirea trapistă Latrun din Israel
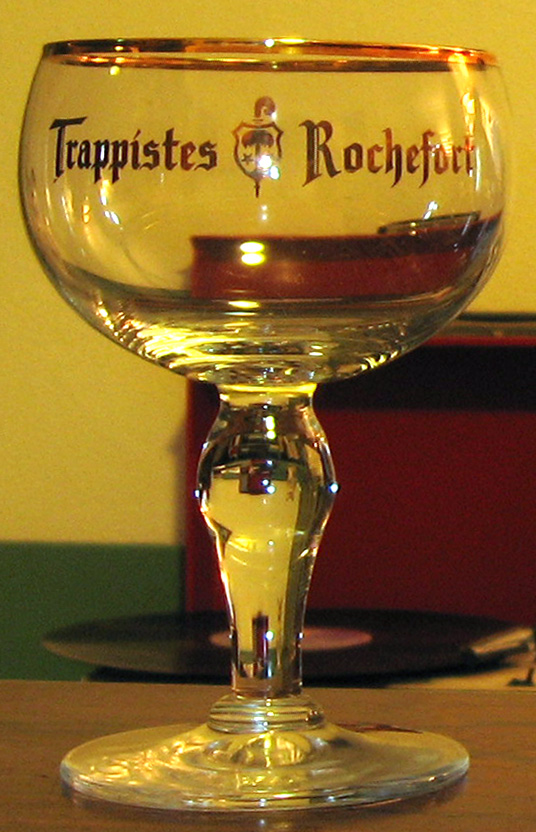
Cupă specială de băut bere “Trappist”